# Ribeirão do Sul
Ribeirão do Sul è un comune del Brasile nello Stato di San Paolo, parte della mesoregione di Assis e della microregione di Ourinhos.